# Angīz
Angīz (persiska: انگيز) är en ort i Iran.   Den ligger i provinsen Östazarbaijan, i den nordvästra delen av landet, 400 km nordväst om huvudstaden Teheran. Angīz ligger 1 936 meter över havet och antalet invånare är 195.
Terrängen runt Angīz är kuperad åt nordväst, men åt sydost är den platt.Runt Angīz är det ganska tätbefolkat, med 62 invånare per kvadratkilometer. Närmaste större samhälle är Sarāb, 15,2 km sydost om Angīz. Trakten runt Angīz består i huvudsak av gräsmarker.